# Mew
Mew ist eine dänische Indie-Rockband aus Hellerup.

## Bandgeschichte
Die Anfänge von Mew gehen auf ein Kunstprojekt zurück, welches die vier Dänen in der siebten Klasse anzufertigen hatten. Sie drehten einen kleinen Film über das Ende der Welt und unterlegten ihn mit eigener Musik. Wenig später gründeten sie eine Band unter dem Namen Orange Dog. Schon nach wenigen Monaten waren sie so weit, ein Album aufzunehmen. Der Erfolg sollte aber noch etwas auf sich warten lassen. Bei ihrem ersten Auftritt buhte man sie von der Bühne. Danach legten sie eine Pause ein, benannten sich in Mew um und versuchten ihr Glück erneut.
Bei ihrem ersten Auftritt als Mew wurde der Agent eines Verlages auf sie aufmerksam, der seinen Verlag davon überzeugte, eine Platte zu produzieren. A Triumph for Man erschien 1997 mit einer Auflage von 2000 Exemplaren. Das Album wurde von den dänischen Kritikern begeistert aufgenommen.
Als es kurz vor dem Erscheinen des zweiten Albums zu Spannungen zwischen der Band und ihrem Plattenlabel kam, gründeten die vier kurzerhand ein eigenes – Evil Office. 2000 erschien Half the World Is Watching Me wie schon das erste Album in limitierter Auflage. Inzwischen spielt man ihre Lieder King Christian, Mica und Am I Wry? No auch im Radio.

### Internationale Karriere
Es dauerte nicht lange, bis Epic/Sony auf sie aufmerksam wurde und sie mit einem internationalen Plattenvertrag über fünf Alben ausstattete. Für Frengers (Not Quite Friends and Not Quite Strangers) stellten sie eine Kompilation aus sechs alten (neu aufgenommenen) und vier neuen Liedern zusammen. Das Album erschien 2003 und machte Mew international bekannt. Viele Stimmen sprachen bei Frengers von einem Debütalbum, bis man entdeckte, dass die Band schon zwei weitere Alben veröffentlicht hatte. Die limitierten CDs steigerten sich in der stetig wachsenden Fangemeinde zu begehrten Raritäten.
Die Aufnahmen ihres vierten Albums fanden in Zusammenarbeit mit Michael Beinhorn, dem Produzenten hinter den frühen Red Hot Chili Peppers und Korn in den USA statt. Im Herbst 2005 erschien dann das neue Album mit den Singleauskopplungen Apocalypso, Special, Why Are You Looking Grave und The Zookeeper’s Boy. Für dieses Album wurde Mew bei den Danish Music Awards 2006 in den Kategorien Album des Jahres, Gruppe des Jahres und Bester Sänger ausgezeichnet. Es sollte das letzte Album in der ursprünglichen Bandbesetzung sein. Johan Wohlert verließ 2006 die Band, um sich ganz seiner Lebensgefährtin Pernille Rosendahl, ihreszeichens Sängerin der aufgelösten Band Swan Lee, und ihrem gemeinsamen Kind zu widmen.
Im Jahr 2006 erschien A Triumph for Man als Re-Release mit einer zweiten CD, die Demoaufnahmen bekannter Lieder und bisher unveröffentlichtes Material enthält. 2007 folgte auch Half the World Is Watching Me als Re-Release, ebenfalls mit reichlich Bonusmaterial.
Nach Wohlert's Abschied nahm die Band als Trio das Album No More Stories/Are Told Today/I'm Sorry/They Washed Away//No More Stories/The World Is Grey/I'm Tired/Let's Wash Away auf, welches 2009 erschien. Darauf folgte eine weltweite Tour mit insgesamt 68 Konzerten allein im Jahr 2009. Nach dieser großen Tour machte die Band eine kurze Pause und die Bandmitglieder arbeiteten währenddessen an anderen Projekten. Als sie anfingen das nächste Album +/- zu planen schlug ihr Produzent Michael Beinhorn vor sich wieder bei Johan Wohlert zu melden und diesen zu fragen, ob er Lust hätte mitzuarbeiten. Dieser bejahte nicht nur das Angebot, sondern stieg daraufhin nach 7 Jahren Pause auch wieder in Band ein. Das Album +/- erschien 2015 unter dem Label Play It Again Sam. Ihr siebtes Album Visuals erschien 2017 wieder bei Play It Again Sam.
Das oftmals auch als internationales Debütalbum angesehene Album Frengers erschien am 11. Mai 2018 zum 15-jährigen Jubiläum in einer Neuauflage. Neben den altbekannten Titeln enthält das Album auch ältere B-Seiten, die bisher nicht im internationalen Handel veröffentlicht wurden, darunter auch neu eingespielte Versionen der Titel Mica und Wherever. Seit 2020 spielt die Band vereinzelt in Skandinavien und England.

## Stil
Die Band wurde nach eigenen Angaben von Gruppen wie My Bloody Valentine, Pixies, Dinosaur Jr., Pet Shop Boys und Prince inspiriert. Mew entwickelten jedoch schon früh ihren eigenen Stil, der von häufigen Melodiewechseln und dem Falsettgesang von Jonas Bjerre lebt. Es überwiegen melancholische Themen (ein Großteil der Texte besteht aus niedergeschriebenen Albträumen des Sängers), die aber regelmäßig von rockigen Liedern durchbrochen werden. Eine Tendenz, die durch die Alben Frengers und besonders And The Glass Handed Kites fortgesetzt wird, die beide etwas voller klingen als ihre Vorgänger.

## Diskografie

### Alben
- 1997: A Triumph for Man
- 2000: Half the World Is Watching Me
- 2003: Frengers
- 2005: And the Glass Handed Kites
- 2006: A Triumph for Man (Wiederveröffentlichung mit Bonus-CD)
- 2007: Half the World is Watching Me (Wiederveröffentlichung  mit Bonus-CD)
- 2009: No More Stories/Are Told Today/I'm Sorry/They Washed Away//No More Stories/The World Is Grey/I'm Tired/Let's Wash Away
- 2010: Eggs Are Funny
- 2015: +/−
- 2017: Visuals
- 2018: Frengers: 15th Anniversary Deluxe Edition

### Singles
- 1997: She Came Home for Christmas
- 2000: King Christian
- 2000: Her Voice Is Beyond Her Years
- 2000: Mica
- 2000: I Should Have Been a Tsin-Tsi (For You)
- 2000: She Came Home For Christmas
- 2002: Am I Wry? No?
- 2003: Comforting Sounds
- 2003: She Came Home for Christmas/That Time on the Ledge
- 2003: 156
- 2005: Apocalypso
- 2005: Special
- 2006: Why Are You Looking Grave?
- 2006: The Zookeeper’s Boy
- 2009: Introducing Palace Prayers
- 2009: No More Stories EP
- 2009: Beach
- 2009: Sometimes Life Isn't Easy
- 2015: Witness
- 2015: Water Slides
- 2015: Satelites
- 2015: My Complications
- 2016: Count To Ten
- 2017: 85 Videos
- 2017: In A Better Place
- 2017: Carry To Me Safety

### B-Seiten
- Superfriends
- Quietly
- Bones (Song for Albert)
- That Time on the Ledge
- Animals of Many Kinds
- City Voices
- Drown
- Forever and Ever
- In Time Do You Forget
- Killer
- King Christian (new)
- Like Chaser
- Like Papercuts
- Mica (new)
- Misplaced
- Nothing Is Red
- Safe As Houses
- Shiroi Kuchbiru No Izanai
- Succubus
- Watch This Space
- Where Have All the Geysers Gone?